# Helmut Habermann
Pour les articles homonymes, voir Habermann (homonymie).
Helmut Habermann né le 9 mars 1917 à Brünn (margraviat de Moravie) est un des pionniers du palier magnétique, exfiltré de la base de Peenemünde à Vernon depuis 1946, mort à Vernon (Eure) le 30 décembre 2009, à 93 ans.
Il est le fils de Wilhelm Habermann et Maria Hafenrichter. Il se marie à Unterlenningen (Allemagne) le 6 septembre 1946 avec Alfriede Melion, qui sera naturalisée à son tour le 20 décembre 1983.
Il était l'un des premiers ingénieurs du Laboratoire de recherches balistiques et aérodynamiques (LRBA) de Vernon (Eure), où il travaille dans le secteur de l'élaboration des commandes, sous la direction du secteur asservissement dirigé par l'ingénieur Schubert, puis de la Société européenne de propulsion (SEP).
Helmut Habermann a suivi des études d'ingénieur en électricité en Tchécoslovaquie à la fin des années 1930. Il a travaillé dans les équipes de Wernher von Braun à Peenemünde de 1943 à 1945,,.
Après la guerre, il obtient la nationalité française par décret de naturalisation du 20 décembre 1963 et est recruté pour travailler sur la fusée française (Véronique, Diamant) au LRBA à Vernon entre 1946 et 1971, puis à la  société européenne de propulsion (SEP) de 1971 à 1976.
En 1976, le groupe SKF et la SEP créent la société de mécanique magnétique (acronyme qui deviendra dans les années 2010 SKFMagnetic Mechatronics,,,), pionnière des paliers magnétiques actifs industriels, dont Helmut Habermann sera directeur technique jusqu'en 1982. Il restera ensuite conseiller technique jusqu'en 1993.